# Kaučukovník
Kaučukovník (Hevea) je rod rostlin z čeledi pryšcovité (Euphorbiaceae).

## Popis
Kaučukovníky jsou dřeviny se žlutými květy.

## Rozšíření
Rod zahrnuje 10 druhů a je přirozeně rozšířen výhradně v tropické Jižní Americe. Centrum rozšíření je v Amazonii. Kaučukovník brazilský byl introdukován i do jiných oblastí tropů.

## Zástupci
1. Hevea benthamiana Müll.Arg. – Venezuela, jv. Colombia, severní Brazílie
2. Hevea brasiliensis (Willd. ex A.Juss.) Müll.Arg. – Brazílie, Francouzská Guyana, Venezuela, Kolumbie, Peru, Bolívie; naturaliován v částech Asie a Afriky a na některých tropických ostrovech
3. Hevea camporum Ducke – stát Amazonas v Brazílii
4. Hevea guianensis Aubl. – Venezuela, Ecuador, Peru, Guyana, Surinam, Francouzská Guyana, Kolumbie, severní Brazílie
5. Hevea microphylla Ule – Venezuela, Kolumbie, severní Brazílie
6. Hevea nitida Mart. ex Müll.Arg. – Kolumbie, stát Amazonas v Brazílii
7. Hevea pauciflora (Spruce ex Benth.) Müll.Arg. – Venezuela, Peru, Guyana, Surinam, Francouzská Guyana, Kolumbie, severní Brazílie
8. Hevea rigidifolia (Spruce ex Benth.) Müll.Arg. – region Vaupés v Kolumbii, stát Amazonas v Brazílii
9. Hevea spruceana (Benth.) Müll.Arg. – Guyana, stát Amazonas v Brazílii

## Využití
Z kaučukovníku vytéká latexové mléko které se sbírá na plantážích a používá se k výrobě kvalitní měkké pryže na gumování. Kaučukovníky po 30–50 letech přestanou vytvářet mléko na výrobní poměry, a proto se vykácejí a zasází nové rostliny. Dřevo z kaučukovníků se používá k výrobě různých předmětů např. dřevěných podlah a nábytku.